# Soggetto cavato
Le soggetto cavato est un procédé de composition musicale utilisé par Josquin des Prez. Il doit son nom au musicologue Zarlino ; ce dernier parla pour la première fois de soggetto cavato dalle vocali di queste parole dans un traité intitulé Le institutioni harmoniche, paru en 1558. Une traduction littérale de l'expression pourrait être « thème extrait des voyelles des mots ».

## Josquin et lesoggetto cavato
Dans le cas de Josquin, il s'agissait de faire correspondre les syllabes d'un nom à celles de la solmisation mnémotechnique élaborée par le moine Guido d'Arezzo au XIe siècle. Les six notes de l'hexacorde de Guido sont ut (écrit aussi vt, aujourd'hui do), ré, mi, fa, sol, la. Josquin associa ces syllabes par assonance avec celles qui composaient le nom de son mécène, Hercule II d'Este, duc de Ferrare, en latin Hercules Dux Ferrariæ.
| Her | cu | les | Dux | Fer | ra | ri | æ  |
| ré  | ut | ré  | ut  | ré  | fa | mi | ré |

Une fois les notes extraites du texte, le compositeur se servit de la mélodie comme cantus firmus. La Missa Hercules dux Ferrariæ est non seulement l'exemple le plus célèbre de soggetto cavato, mais également le plus ancien. Josquin eut recours plusieurs fois au procédé, notamment dans une composition profane basée sur la phrase « Vive le roy » (vt, mi, vt, ré, sol, mi). Sa Missa La sol fa re mi serait un soggetto cavato extrait des mots « Lascia fare a me » (Laissez-moi faire).
Le motet Illibata Dei virgo nutrix utilise la séquence « la mi la », transcription du prénom « Maria », à la fois comme cantus firmus et comme basso ostinato.

## Lesoggetto cavatoà la Renaissance

### La postérité de Josquin
D'autres compositeurs eurent recours au procédé, souvent pour les mêmes raisons. Hercule d'Este se vit dédier cinq messes composées sur le même principe : deux sont du compositeur Cyprien de Rore, une de Lupus Hellinck, une autre de Maitre Jan et la dernière de Jachet de Mantoue. Les cinq compositions sont toutes inspirées de la messe de Josquin. La dernière, celle de Jachet, cite Josquin en plusieurs endroits et sa structure est la même. Jachet composa également une messe selon le procédé du soggetto cavato, la Missa Ferdinandus dux Calabriæ. Mais là encore sa composition trahit l'influence de Josquin.
Lupus fut également séduit par le procédé de Josquin. Outre la messe pour Hercule d'Este, il composa une Missa Carolus Imperator Romanorum Quintus dédiée à Charles Quint, en recourant au soggetto cavato.
Le compositeur Jacobus Vaet composa un morceau dédié à l'archiduc d'Autriche Ferdinand de Habsbourg, basé sur la phrase Stat felix domus Austriæ (que le bonheur règne sur la maison d'Autriche). Adrien Willaert eut recours au procédé pour composer deux motets en l'honneur du duc François II Sforza de Milan.

### Le déclin ducantus firmus
Bien que le procédé soit intéressant, il est limité. Premièrement parce qu'une seule note correspond à la voyelle de chaque syllabe, excepté la voyelle a qui peut se transcrire par un la ou un fa. Le sujet choisi par Josquin se prêtait admirablement à un cantus firmus, mais d'autres compositeurs eurent du mal à trouver un texte qui se prêtait à une transcription satisfaisante. Deuxièmement la musique était à cette époque en pleine évolution. Elle s'émancipait du chant et du cantus firmus. Le procédé du soggetto cavato tomba en désuétude en même temps que la tradition du strict cantus firmus.

## Postérité du terme
Robert Kelley utilise ce terme à propos de Schumann et du morceau Carnaval, Op. 9 (« Scènes mignonnes sur quatre notes »). Il parle d'un soggetto cavato utilisant le système de notation allemande qui donne "Asch," nom de la ville natale d'Ernestine von Fricken, son amour de l'époque. Les deux transcriptions possibles du nom sont : A (la), Es (mi bémol), C (do), H (si), ou : As (la bémol), C (do), H (si). Il s'agit en fait d'un procédé différent, celui qui donne le célèbre « si bémol - la - do - si bécarre », basé sur le patronyme de Jean-Sébastien Bach (B.A.C.H.), séquence qui apparaît parfois comme signature dans son œuvre et que de nombreux compositeurs ont réemployée en hommage au compositeur allemand.
Le compositeur allemand Giselher Klebe (né en 1925) a composé deux pièces intitulées Soggetto Cavato Primo et Soggetto Cavato Secondo qui ont été enregistrées en 2006 par l'orchestre symphonique de Baden-Baden et Freiburg sous la direction de Peter Ruzicka.